# Lejeunea kurzii
Lejeunea kurzii là một loài Rêu trong họ Lejeuneaceae. Loài này được (Stephani) Stephani mô tả khoa học đầu tiên.